# Sempervivum brevipilum
Sempervivum brevipilum är en fetbladsväxtart som beskrevs av Muirh.. Sempervivum brevipilum ingår i släktet taklökar, och familjen fetbladsväxter. Inga underarter finns listade i Catalogue of Life.